# 于國詩
于國詩（YU Kwok See April，1986年4月26日—），香港女子乒乓球運動員。

## 簡歷
2004年，其時正在拔萃女書院就讀中六的于國詩毅然放棄學業，轉為全職運動員。曾代表香港參加多個國際乒聯巡迴賽，並在2006年科威特公開賽贏得21歲以下女子單打冠軍。
2010年11月，于國詩代表中國香港出戰廣州亞運會，參加乒乓球比賽的女子團體項目。